# Пятнистая кошачья акула
Пятнистая кошачья акула  (лат. Schroederichthys maculatus) — малоизученный вид рода пятнистых кошачьих акул (Schroederichthys) семейства кошачьих акул (Scyliorhinidae). Обитает в западной части Атлантического океана. Максимальный размер 34 см.

## Таксономия
Впервые вид был описан в 1848 году в бюллетене «United States Fish and Wildlife Service Fishery Bulletin». Голотип представляет собой взрослого самца длиной 32,8 см, пойманного в 1957 году в Карибском море у берегов Кабо-Грасьяс-а-Дьос (Гондурас) на глубине 410 м. Паратипом является взрослая самка длиной 33,5 см, пойманная тогда же и там же.

## Ареал и среда обитания
Эти донные акулы обитают в западной части Атлантического океана у берегов Гондураса, Никарагуа и Колумбии на внешнем крае континентального шельфа и в верхней части материкового склона на глубине до 190—410 м. Предпочитает дно, покрытое известковыми породами.

## Описание
У пятнистой кошачьей акулы сильно удлинённое стройное тело и закруглённое рыло. Ноздри обрамлены треугольными кожаными складками. Рот сравнительно широкий. Пропорции тела молодых и взрослых акул очень схожи, что отличает этот вид от прочих представителей рода пятнистых кошачьих акул. Это даёт возможность предположить, что это педоморфный карликовый вид. Основание первого спинного плавника расположено позади основания брюшных плавников. Второй спинной плавник немного больше первого. Его основание расположено позади основания анального плавника. Основной окрас жёлто-коричневого или светло-серого цвета, по спине разбросаны 6—10 коричневых пятен с многочисленными белыми пятнышками.

## Биология
Этот вид размножается, откладывая яйца. Рацион состоит из мелких костистых рыб и головоногих. Средняя длина взрослых самцов составляет 28—33 см, а самок 34 см.

## Взаимодействие с человеком
Опасности для человека не представляет. Коммерческой ценности не имеет. Международный союз охраны природы оценил статус сохранности данного вида как «Вызывающий наименьшие опасения».